# Hierro 55
Hierro 55 o 55Fe es un isótopo radioactivo de hierro con un núcleo que contiene 26 protones y 29 neutrones. Se descompone por captura electrónica a 55Mn con un periodo de semidesintegración de 2,737 años. Los rayos X emitidos pueden utilizarse como una fuente de rayos X para diversos métodos de análisis científicos, tales como difracción de rayos X. 55Fe es también una fuente de electrones Auger, que se producen durante la descomposición.

## Desintegración
55Fe se desintegra mediante captura electrónica a 55Mn con un periodo de semidesintegración de 2,737 años. Los electrones alrededor del núcleo se ajustan rápidamente a la carga rebajada sin dejar su cáscara, y poco después la vacante en la cáscara "K" dejada por el electrón capturado es llenada por un electrón de una cáscara más alta. La diferencia en energía se libera emitiendo electrones Auger de 5,19 keV, con una probabilidad de alrededor del 60%, K-alfa-1 rayos X con energía de 5,89875 keV y una probabilidad de alrededor de 16,2%, K-alfa-2 rayos X con una energía de 5.88765 keV y una probabilidad de alrededor de 8.2%, o K-beta rayos X con energía nominal de 6.49045 keV y una probabilidad de alrededor de 2,85%. Las energías de estos rayos X son tan similares que a menudo se especifican como radiación monoenergética con energía de fotón de 5,9 keV. Su probabilidad es de alrededor del 28%. El 12% restante es representado por electrones Auger de menor energía y unos pocos fotones de otras transiciones menores.

## Uso
Los K-alfa rayos X emitidos por el 55Mn después de la captura electrónica se han utilizado como una fuente de laboratorio de rayos X en diversas técnicas de dispersión de rayos X. Las ventajas de las radiografías emitidas son que son monocromáticas y se producen continuamente durante un período de varios años. No se necesita energía eléctrica para esta emisión, lo cual es ideal para instrumentos portátiles de rayos X, como los instrumentos de fluorescencia de rayos X. La misión ExoMars de la ESA está prevista para ser utilizada, en 2018, como una fuente de 55Fe para su combinación de difracción de rayos X/ espectrómetro de fluorescencia de rayos X. La misión de Marte en 2011 de MSL utilizó un espectrómetro funcionalmente similar, pero con una fuente de rayos X tradicional, alimentada eléctricamente.
Los electrones Auger pueden aplicarse en detectores de captura de electrones para la cromatografía de gases. Las fuentes de 63Ni más ampliamente utilizadas proporcionan electrones a partir de la desintegración beta.

## Ocurrencia
55Fe se produce más eficazmente por irradiación de hierro con neutrones. La reacción (54Fe (n,γ) 55Fe y 56Fe (n,2n)55Fe) de los dos isótopos más abundantes 54Fe y 56Fe con neutrones produce 55Fe. La mayor parte del 55Fe observado se produce en estas reacciones de irradiación, y no es un producto de fisión primaria. Como resultado de las pruebas nucleares atmosféricas en los años cincuenta, y hasta la prohibición de los ensayos en 1963, cantidades considerables de 55Fe se han liberado en la biosfera. Personas cercanas a las zonas de prueba, por ejemplo los Iñupiat (nativos de Alaska) y habitantes de las Islas Marshall, acumulaban cantidades significativas de hierro radioactivo. Sin embargo, la corta vida media y la prohibición de pruebas disminuyeron, en varios años, la cantidad disponible de 55Fe casi a los niveles previos a la prueba nuclear.